# Mistrzostwa Świata w Piłce Nożnej 2006 (eliminacje strefy OFC)
W eliminacjach do finałów Mistrzostw Świata w Piłce Nożnej 2006 w Niemczech w strefie OFC wzięło udział 12 reprezentacji narodowych. Najlepsza spośród nich uzyskała prawo barażu z piątym zespołem strefy CONMEBOL. Dwie pierwsze rundy eliminacji były zarazem Fazą grupową Pucharu Narodów Oceanii, natomiast trzecie rundy (Play Off) były osobnymi częściami obydwu turniejów.

## Losowanie grup eliminacyjnych
Podziału na koszyki przed losowaniem dokonano na podstawie rankingu FIFA z kwietnia 2003. Oto podział:
- Koszyk A
  -  Tahiti (119.)
  -  Fidżi (145.)

- Koszyk B:
  -  Wyspy Salomona (150.)
  -  Vanuatu (162.)

- Koszyk C:
  -  Papua-Nowa Gwinea (169.)
  -  Nowa Kaledonia *

- Koszyk D:
  -  Samoa (168.)
  -  Tonga (178.)

- Koszyk E:
  -  Wyspy Cooka (185.)
  -  Samoa Amerykańskie (202.)

W nawiasach miejsce w rankingu FIFA w kwietniu 2003
*Reprezentację Nowej Kaledonii sklasyfikowano na podstawie jej osiągnięć w Pucharze Narodów Oceanii w 2002 roku
Reprezentacje Australii (48.) i 
Nowej Zelandii (52.) były zwolnione z uczestnictwa w I rundzie eliminacji.
Zespoły z jednego koszyka nie mogły znaleźć się w jednej grupie. Zespół z koszyka A został umieszczony w swojej grupie na pierwszym miejscu (A1 lub B1), zespół z koszyka B na drugim (A2 bądź B2) i każdy kolejny odpowiednio trzecie, czwarte i piąte miejsce w grupie na starcie rozgrywek, w celu łatwego ustalania terminarza zawodów.
Grupa A
A1  Tahiti
A2  Wyspy Salomona
A3  Nowa Kaledonia
A4  Tonga
A5  Wyspy Cooka
Grupa B
B1  Fidżi
B2  Vanuatu
B3  Papua-Nowa Gwinea
B4  Samoa
B5  Samoa Amerykańskie

## Zasady kwalifikacji
Zespoły zostały przydzielone do 2 grup liczących po pięć drużyn każda. W każdej z grup rozgrywano turniej, który wyłaniał najlepszych. Reprezentacje Australii i Nowej Zelandii eliminacje zaczynały od drugiej fazy eliminacyjnej. Z I rundy eliminacji awans uzyskały po dwie najlepsze ekipy, które wraz z Australią i Nową Zelandią utworzyły "grupę finałową". Zespoły z dwóch pierwszych miejsc owej grupy (Australia i Wyspy Salomona) zagrały w finałowym dwumeczu, którego zwycięzca wywalczył sobie prawo dalszej walki o awans do mundialu.

## I runda eliminacji
Jeden turniej eliminacyjny. Każdy z każdym, jeden mecz.

### Grupa 1
| Reprezentacja  | Pkt | M | W | R | P | Br+ | Br- | +/- |
| -------------- | --- | - | - | - | - | --- | --- | --- |
| Wyspy Salomona | 10  | 4 | 3 | 1 | 0 | 14  | 1   | 13  |
| Tahiti         | 8   | 4 | 2 | 2 | 0 | 5   | 1   | 4   |
| Nowa Kaledonia | 7   | 4 | 2 | 1 | 1 | 16  | 2   | 14  |
| Tonga          | 3   | 4 | 1 | 0 | 3 | 2   | 17  | -15 |
| Wyspy Cooka    | 0   | 4 | 0 | 0 | 4 | 1   | 17  | -16 |

Wyniki:
| 10 maja 2004 14:00 | Wyspy Salomona · Henry Fa‘arodo 12' · Henry Fa‘arodo 30' · Alick Maemae 62' · Alick Maemae 76' · Henry Fa‘arodo 77' · Jack Samani 79' | 6:0(2:0)raport | Tonga | Lawson Tama, Honiara Widzów: 12 385 Sędzia: Harry Attison (Vanuatu) |
|                    | |                |       |                                                                     |

| 10 maja 2004 16:00 | Tahiti · Axel Temataua 2' · Rino Moretta 80' | 2:0(1:0)raport | Wyspy Cooka | Lawson Tama, Honiara (Wyspy Salomona) Widzów: 12 000 Sędzia: Rajendra Singh (Fidżi) |
|                    |                                              |                |             |                                                                                     |

| 12 maja 2004 14:00 | Wyspy Salomona · Stanley Waita 21' · Omo 27' · Jack Samani 45' · Alick Maemae 70' · Leslie Leo 81' | 5:0(3:0)raport | Wyspy Cooka | Lawson Tama, Honiara Widzów: 14 000 Sędzia: Lencie Fred (Vanuatu) |
|                    | |                |             |                                                                   |

| 12 maja 2004 16:00 | Tahiti | 0:0raport | Nowa Kaledonia | Lawson Tama, Honiara (Wyspy Salomona) Widzów: 14 000 Sędzia: Leone Rakaroi (Fidżi) |
|                    |        |           |                |                                                                                    |

| 15 maja 2004 14:00 | Tonga · Mark Uhatahi 46' · Viliami Vaitaki 61' | 2:1(0:0)raport | Wyspy Cooka · John Pareanga 59' | Lawson Tama, Honiara (Wyspy Salomona) Widzów: 15 000 Sędzia: Salaiau Sosongan (Papua-Nowa Gwinea) |
|                    |                                                |                |                                 |                                                                                                   |

| 15 maja 2004 16:00 | Wyspy Salomona · Omo 10' · George Suri 42' | 2:0(2:0)raport | Nowa Kaledonia | Lawson Tama, Honiara Widzów: 20 000 Sędzia: Harry Attison (Vanuatu) |
|                    |                                            |                |                |                                                                     |

| 17 maja 2004 14:00 | Nowa Kaledonia · Pierre Wajoka 3' · Michel Hmae 20' · Ramon Djamali 25' · Jose Hmae 35' · Michel Hmae 40' · Michel Hmae 42' · Michel Hmae 52' · Michel Hmae 85' | 8:0(6:0)raport | Wyspy Cooka | Lawson Tama, Honiara (Wyspy Salomona) Widzów: 400 Sędzia: Rajendra Singh (Fidżi) |
|                    | |                |             |                                                                                  |

| 17 maja 2004 16:00 | Tahiti · Gabriel Wajoka 1' · Axel Temataua 78' | 2:0(1:0)raport | Tonga | Lawson Tama, Honiara (Wyspy Salomona) Widzów: 400 Sędzia: Salaiau Sosongan (Papua-Nowa Gwinea) |
|                    |                                                |                |       |                                                                                                |

| 19 maja 2004 14:00 | Nowa Kaledonia · Jose Hmae 4' · Paul Poatinda 26' · Paul Poatinda 42' · Michel Hmae 45' · Pierre Wajoka 54' · Pierre Wajoka 58' · Robert Kaume 72' · Paul Poatinda 79' | 8:0(4:0)raport | Tonga | Lawson Tama, Honiara (Wyspy Salomona) Widzów: 14 000 Sędzia: Lencie Fred (Vanuatu) |
|                    | |                |       |                                                                                    |

| 19 maja 2004 16:00 | Wyspy Salomona · Batram Suri 80' | 1:1(0:1)raport | Tahiti · Vincent Simon 30' | Lawson Tama, Honiara Widzów: 18 000 Sędzia: Leone Rakaroi (Fidżi) |
|                    |                                  |                |                            |                                                                   |

### Grupa 2
| Reprezentacja      | Pkt | M | W | R | P | Br+ | Br- | +/- |
| ------------------ | --- | - | - | - | - | --- | --- | --- |
| Vanuatu            | 10  | 4 | 3 | 1 | 0 | 16  | 2   | 14  |
| Fidżi              | 9   | 4 | 3 | 0 | 1 | 19  | 5   | 14  |
| Papua-Nowa Gwinea  | 7   | 4 | 2 | 1 | 1 | 17  | 6   | 11  |
| Samoa              | 3   | 4 | 1 | 0 | 3 | 5   | 11  | -6  |
| Samoa Amerykańskie | 0   | 4 | 0 | 0 | 4 | 1   | 34  | -33 |

Wyniki:
| 10 maja 2004 14:00 | Papua-Nowa Gwinea · Mauri Wasi 73' | 1:1(0:0)raport | Vanuatu · Wilkins Lauru 90+2' | Toleafoa J.S. Blatter Complex, Apia (Samoa) Widzów: 500 Sędzia: Matthew Breeze (Australia) |
|                    |                                    |                |                               |                                                                                            |

| 10 maja 2004 16:00 | Samoa · Dennis Bryce 12' · Tama Fasavalu 30' · Tama Fasavalu 53' · Junior Michael 66' | 4:0(2:0)raport | Samoa Amerykańskie | Toleafoa J.S. Blatter Complex, Apia Widzów: 500 Sędzia: Michael Afu (Wyspy Salomona) |
|                    |                                                                                       |                |                    |                                                                                      |

| 12 maja 2004 14:00 | Samoa Amerykańskie · Natia Natia 39' | 1:9(1:3)raport | Vanuatu · Alphose Qorig 30' · Etienne Mermer 37' · Alphose Qorig 45+2' · Moise Poida 55' · Etienne Mermer 56' · Seimata Chillia 65' · Jean Maleb 80' · Etienne Mermer 90+1' · Jean Maleb 90+2' | Toleafoa J.S. Blatter Complex, Apia (Samoa) Widzów: 400 Sędzia: Neil Fox (Nowa Zelandia) |
|                    |                                      |                | |                                                                                          |

| 12 maja 2004 16:00 | Fidżi · Pita Rabo 24' · Veresa Toma 45+3' · Laisiasa Gataurua 78' · Seveci Rokotakala 90' | 4:2(2:2)raport | Papua-Nowa Gwinea · Reginald Davani 12' · Paul Komboi 44' | Toleafoa J.S. Blatter Complex, Apia (Samoa) Widzów: 400 Sędzia: Con Diomis (Australia) |
|                    |                                                                                           |                |                                                           |                                                                                        |

| 15 maja 2004 14:00 | Fidżi · Veresa Toma 7' · Veresa Toma 11' · Veresa Toma 16' · Thomas Vulivuli 24' · Seveci Rokotakala 32' · Seveci Rokotakala 38' · Waisake Sabutu 45+1' · Esala Masinisau 60' · Laisiasa Gataurua 75' · Laisiasa Gataurua 77' · Waisake Sabutu 81' | 11:0(7:0)raport | Samoa Amerykańskie | Toleafoa J.S. Blatter Complex, Apia (Samoa) Widzów: 300 Sędzia: Neil Fox (Nowa Zelandia) |
|                    | |                 |                    |                                                                                          |

| 15 maja 2004 16:00 | Samoa | 0:3(0:1)raport | Vanuatu · Etienne Mermer 13' · Seimata Chillia 55' · Jean Maleb 57' | Toleafoa J.S. Blatter Complex, Apia Widzów: 650 Sędzia: Matthew Breeze (Australia) |
|                    |       |                |                                                                     |                                                                                    |

| 17 maja 2004 14:00 | Samoa Amerykańskie | 0:10(0:7)raport | Papua-Nowa Gwinea · Reginald Davani 23' · Reginald Davani 24' · Andrew Lepani 26' · Andrew Lepani 28' · Mauri Wasi 34' · Paul Komboi 37' · Reginald Davani 40' · Andrew Lepani 64' · Michael Lohai 71' · Reginald Davani 79' | Toleafoa J.S. Blatter Complex, Apia (Samoa) Widzów: 150 Sędzia: Michael Afu (Wyspy Salomona) |
|                    |                    |                 | |                                                                                              |

| 17 maja 2004 16:00 | Samoa | 0:4(0:1)raport | Fidżi · Veresa Toma 17' · Waisake Sabutu 52' · Esala Masinisau 82' · Seveci Rokotakala 84' | Toleafoa J.S. Blatter Complex, Apia Widzów: 450 Sędzia: Con Diomis (Australia) |
|                    |       |                |                                                                                            |                                                                                |

| 19 maja 2004 14:00 | Fidżi | 0:3(0:1)raport | Vanuatu · Lorry Thompsen 45+1' · Wilkins Lauru 63' · Wilkins Lauru 65' | Toleafoa J.S. Blatter Complex, Apia (Samoa) Widzów: 200 Sędzia: Matthew Breeze (Australia) |
|                    |       |                |                                                                        |                                                                                            |

| 19 maja 2004 16:00 | Samoa · Junior Michael 69' | 1:4(0:2)raport | Papua-Nowa Gwinea · Reginald Davani 16' · Andrew Lepani 37' · Nathaniel Lepani 55' · Eric Komeng 68' | Toleafoa J.S. Blatter Complex, Apia Widzów: 300 Sędzia: Con Diomis (Australia) |
|                    |                            |                | |                                                                                |

## II runda eliminacji
Jeden turniej. Każdy z każdym po jednym meczu.

### Grupa finałowa
| Reprezentacja  | Pkt | M | W | R | P | Br+ | Br- | +/- |
| -------------- | --- | - | - | - | - | --- | --- | --- |
| Australia      | 13  | 5 | 4 | 1 | 0 | 21  | 3   | 18  |
| Wyspy Salomona | 10  | 5 | 3 | 1 | 1 | 9   | 6   | 3   |
| Nowa Zelandia  | 9   | 5 | 3 | 0 | 2 | 17  | 5   | 12  |
| Fidżi          | 4   | 5 | 1 | 1 | 3 | 3   | 10  | -7  |
| Tahiti         | 4   | 5 | 1 | 1 | 3 | 2   | 24  | -22 |
| Vanuatu        | 3   | 5 | 1 | 0 | 4 | 5   | 9   | -4  |

Wyniki:
| 29 maja 2004 14:00 | Vanuatu | 0:1(0:0)raport | Wyspy Salomona · Batram Suri 51' (k.) | Marden Sports Complex, Adelaide (Australia) Widzów: 200 Sędzia: Mark Shield (Australia) |
|                    |         |                |                                       |                                                                                         |

| 29 maja 2004 17:30 | Tahiti | 0:0raport | Fidżi | Hindmarsh, Adelaide (Australia) Widzów: 3000 Sędzia: Stefano Farina (Włochy) |
|                    |        |           |       |                                                                              |

| 29 maja 2004 20:00 | Australia · Mark Bresciano 40' | 1:0(1:0)raport | Nowa Zelandia | Hindmarsh, Adelaide Widzów: 12 100 Sędzia: Claus Bo Larsen (Dania) |
|                    |                                |                |               |                                                                    |

| 31 maja 2004 14:00 | Nowa Zelandia · Brent Fisher 36' · Duncan Oughton 81' · Aaran Lines 90' | 3:0(1:0)raport | Wyspy Salomona | Marden Sports Complex, Adelaide (Australia) Widzów: 217 Sędzia: Eduardo Iturralde González (Hiszpania) |
|                    |                                                                         |                |                | |

| 31 maja 2004 17:30 | Australia · Tim Cahill 14' · Josip Skoko 43' · Vincent Simon 44' (sam.) · Tim Cahill 47' · Mile Sterjovski 51' · Mile Sterjovski 61' · Mile Sterjovski 74' · David Zdrilic 85' · Scott Chipperfield 89' | 9:0(3:0)raport | Tahiti | Hindmarsh, Adelaide Widzów: 1 200 Sędzia: Harry Attison (Vanuatu) |
|                    | |                |        |                                                                   |

| 31 maja 2004 20:00 | Fidżi · Veresa Toma 73' | 1:0(0:0)raport | Vanuatu | Hindmarsh, Adelaide (Australia) Widzów: 500 Sędzia: Charles Ariiotima (Tahiti) |
|                    |                         |                |         |                                                                                |

| 2 czerwca 2004 14:00 | Australia · Adrian Madaschi 6' · Tim Cahill 39' · Adrian Madaschi 50' · Tim Cahill 66' · Tim Cahill 75' · Ahmad Elrich 89' | 6:1(2:1)raport | Fidżi · Laisiasa Gataurua 19' | Marden Sports Complex, Adelaide Widzów: 2 200 Sędzia: Eduardo Iturralde González (Hiszpania) |
|                      | |                |                               |                                                                                              |

| 2 czerwca 2004 17:30 | Tahiti | 0:4(0:3)raport | Wyspy Salomona · Henry Fa‘arodo 9' · Commins Menapi 14' · Batram Suri 42' · Commins Menapi 80' | Hindmarsh, Adelaide (Australia) Widzów: 50 Sędzia: Leone Rakaroi (Fidżi) |
|                      |        |                |                                                                                                |                                                                          |

| 2 czerwca 2004 20:00 | Nowa Zelandia · Vaughan Coveny 61' · Vaughan Coveny 75' | 2:4(0:1)raport | Vanuatu · Seimata Chillia 37' · Lexa Bibi 64' · Jean Maleb 72' · Alphose Qorig 88' | Hindmarsh, Adelaide (Australia) Widzów: 356 Sędzia: Stefano Farina (Włochy) |
|                      |                                                         |                |                                                                                    |                                                                             |

| 4 czerwca 2004 14:00 | Nowa Zelandia · Vaughan Coveny 6' · Brent Fisher 16' · Brent Fisher 22' · Vaughan Coveny 38' · Vaughan Coveny 45+1' · Brent Fisher 63' · Neil Jones 72' · Duncan Oughton 74' · Ryan Nelsen 82' · Ryan Nelsen 87' | 10:0(5:0)raport | Tahiti | Marden Sports Complex, Adelaide (Australia) Widzów: 200 Sędzia: Mark Shield (Australia) |
|                      | |                 |        |                                                                                         |

| 4 czerwca 2004 17:30 | Fidżi · Veresa Toma 21' | 1:2(1:1)raport | Wyspy Salomona · Paul Kakai 16' · Marlon Houkarawa 82' | Hindmarsh, Adelaide (Australia) Widzów: 1500 Sędzia: Harry Attison (Vanuatu) |
|                      |                         |                |                                                        |                                                                              |

| 4 czerwca 2004 20:00 | Vanuatu | 0:3(0:1)raport | Australia · John Aloisi 25' · Brett Emerton 81' · John Aloisi 85' | Hindmarsh, Adelaide Widzów: 4000 Sędzia: Charles Ariiotima (Tahiti) |
|                      |         |                |                                                                   |                                                                     |

| 6 czerwca 2004 14:00 | Tahiti · Axel Temataua 40' · Gabriel Wajoka 89' | 2:1(1:1)raport | Vanuatu · Richard Iwai 23' | Marden Sports Complex, Adelaide (Australia) Widzów: 300 Sędzia: Leone Rakaroi (Fidżi) |
|                      |                                                 |                |                            |                                                                                       |

| 6 czerwca 2004 17:30 | Fidżi | 0:2(0:1)raport | Nowa Zelandia · Che Bunce 8' · Vaughan Coveny 56' | Hindmarsh, Adelaide (Australia) Widzów: 300 Sędzia: Claus Bo Larsen (Dania) |
|                      |       |                |                                                   |                                                                             |

| 6 czerwca 2004 20:00 | Wyspy Salomona · Commins Menapi 43' · Commins Menapi 75' | 2:2(1:0)raport | Australia · Tim Cahill 50' · Brett Emerton 52' | Hindmarsh, Adelaide Widzów: 1500 Sędzia: Eduardo Iturralde González (Hiszpania) |
|                      |                                                          |                |                                                |                                                                                 |

## III runda eliminacji (play-off)
W fazie play-off znalazły się ekipy Australii oraz Wysp Salomona – dwie najlepsze ekipy II rundy eliminacji eliminacji. Obowiązywała forma mecz i rewanż.
| 3 września 2005 19:30 | Australia · Jason Culina 20' · Mark Viduka 36' · Mark Viduka 43' · Tim Cahill 57' · Scott Chipperfield 64' · Archie Thompson 68' · Brett Emerton 89' | 7:0(3:0)raport | Wyspy Salomona | Telstra Stadium, Sydney Widzów: 16 000 Sędzia: Subkhiddin Mohd Salleh (Malezja) |
|                       | |                |                |                                                                                 |

| 6 września 2005 13:00 | Wyspy Salomona · Henry Fa‘arodo 49' | 1:2(0:1)raport | Australia · Archie Thompson 19' · Brett Emerton 58' | Lawson Tama, Honiara Widzów: 16 000 Sędzia: Shamsul Maidin (Singapur) |
|                       |                                     |                |                                                     |                                                                       |

## Play-off CONMEBOL/OFC
Australia wywalczyła sobie prawo do udziału w barażu o awans na Mistrzostwa. W dwumeczu spotkała się z ekipą Urugwaju, z którą spotkali się też podczas eliminacji do poprzedniego mundialu (wówczas w dwumeczu zwyciężył Urugwaj). Tym razem jednak ekipa z Antypodów okazała się lepsza i po raz pierwszy od 1982 (Australia od 1974) drużyna ze strefy OFC zakwalifikowała się na Mundial.
| 12 listopada 2005 18:00 | Urugwaj · Darío Rodríguez 37' | 1:0(1:0)raport | Australia | Estadio Centenario, Montevideo Widzów: 55 000 Sędzia: Claus Bo Larsen (Dania) |
|                         |                               |                |           |                                                                               |

| 16 listopada 2005 20:00                                              | Australia · Mark Bresciano 35' | 1:0, po dogrywce k. 4:2(1:0, 1:0)raport                                 | Urugwaj | ANZ Stadium, Sydney Widzów: 82 698 Sędzia: Luis Medina Cantalejo (Hiszpania) |
|                                                                      |                                |                                                                         |         |                                                                              |
|                                                                      |                                | Rzuty karne                                                             |         |                                                                              |
| Harry Kewell · Mark Viduka · Tony Vidmar · John Aloisi · Lucas Neill |                                | Fabián Estoyanoff · Gustavo Varela · Darío Rodríguez · Marcelo Zalayeta |         |                                                                              |

## Najlepsi strzelcy
(nie uwzględniono meczu Australii z Urugwajem)
- 7 bramek
  -  Veresa Toma
  -  Tim Cahill

- 6 bramek
  -  Michael Hmae
  -  Reginald Davani
  -  Vaughan Coveny

- 5 bramek
  -  Henry Fa‘arodo

- 4 bramki
  -  Seveci Rokotakala
  -  Etienne Mermer
  -  Commins Menapi
  -  Jean Maleb
  -  Andrew Lepani
  -  Laisiasa Gataurua
  -  Brent Fisher
  -  Brett Emerton